# Hội An
Hội An es una ciudad en la costa del mar de la China Meridional, en Vietnam central. Se encuentra en la provincia de Quang Nam y cuenta con aproximadamente 88.000 habitantes.
En el siglo I, la ciudad disponía del mayor puerto del sureste asiático. Se la conocía como Lam Ap Pho (ciudad de Champa).
El antiguo puerto de los Champa en la desembocadura de río Thu Bon fue un importante centro de comercio durante los siglos XVI y XVII, en los que chinos de varias provincias, así como japoneses, holandeses e indios se asentaron en ella. Durante este período del comercio con China, la población se llamaba Hai Pho (Poblado costero). En su origen Hai Pho era una ciudad dividida; el asentamiento nipón se encontraba al otro lado del puente japonés. El puente es una estructura cubierta construida por los japoneses y es el único puente que se conoce que está unido por un lado a una pagoda budista.

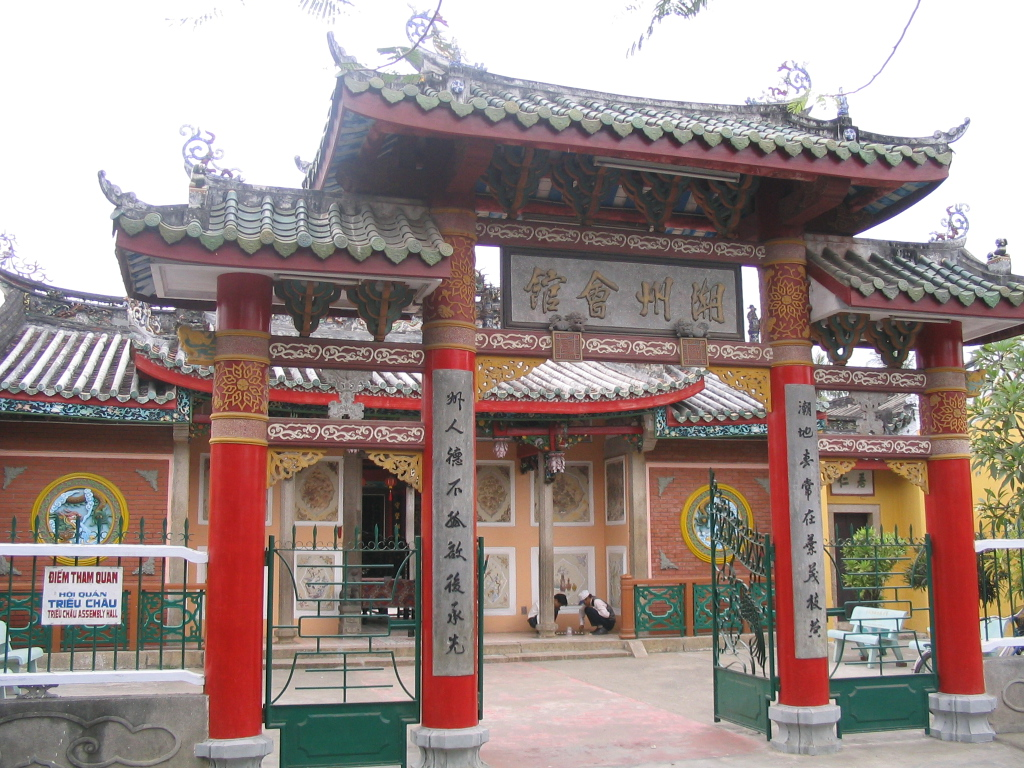
Salón de actos Triều Châu

Franceses y españoles conocían la población por el nombre de Faifo, y por nombres similares en portugués y neerlandés. Han aparecido diversas teorías para explicar el origen de este topónimo.  Algunos estudiosos han sugerido que puede provenir de "Hai-pho" que significa "ciudad costera", mientras que otros creen que es más probable que sea una abreviación de Hoi An-pho, "la ciudad de HoiAn", a "Hai-pho" , que después se convierte en "Faifo".

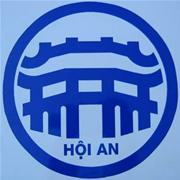
Símbolo de la ciudad antigua de Hội An.

En el año 1999, la ciudad antigua fue declarada Patrimonio de la Humanidad por la Unesco, como bien conservado ejemplo de puerto comercial del sureste asiático entre los siglos XV y XIX, cuyos edificios muestran una mezcla única de influencias locales y foráneas.
En la actualidad, Hội An es una ciudad turística, conocida por su artesanía  sus sastrerías. En la ribera del río abundan los cibercafés, bares y restaurantes.